# Dommarie-Eulmont
Dommarie-Eulmont ist eine französische Gemeinde mit 79 Einwohnern (Stand: 1. Januar 2022) im Département Meurthe-et-Moselle in der Region Grand Est (vor 2016 Lothringen). Sie gehört zum Arrondissement Nancy und zum Kanton Meine au Saintois.

## Geografie
Dommarie-Eulmont in der Landschaft Saintois liegt etwa 35 Kilometer südsüdwestlich von Nancy.
Umgeben wird Dommarie-Eulmont von den Nachbargemeinden Thorey-Lyautey im Norden, Vaudémont im Osten, They-sous-Vaudemont im Südosten und Süden, Pulney im Süden, Fécocourt im Südwesten sowie Vandeléville im Westen.

## Bevölkerungsentwicklung
| Jahr                       | 1962 | 1968 | 1975 | 1982 | 1990 | 1999 | 2006 | 2019 |
| Einwohner                  | 91   | 70   | 72   | 72   | 75   | 76   | 78   | 87   |
| Quellen: Cassini und INSEE |      |      |      |      |      |      |      |      |

## Sehenswürdigkeiten
- Kirche La Nativité de la Vierge (Mariä Geburt) aus dem 15. Jahrhundert
- Schloss Fanoncourt aus dem 18. Jahrhundert
- Ruine des Schlosses Dammarie
- Ehemalige Mühle

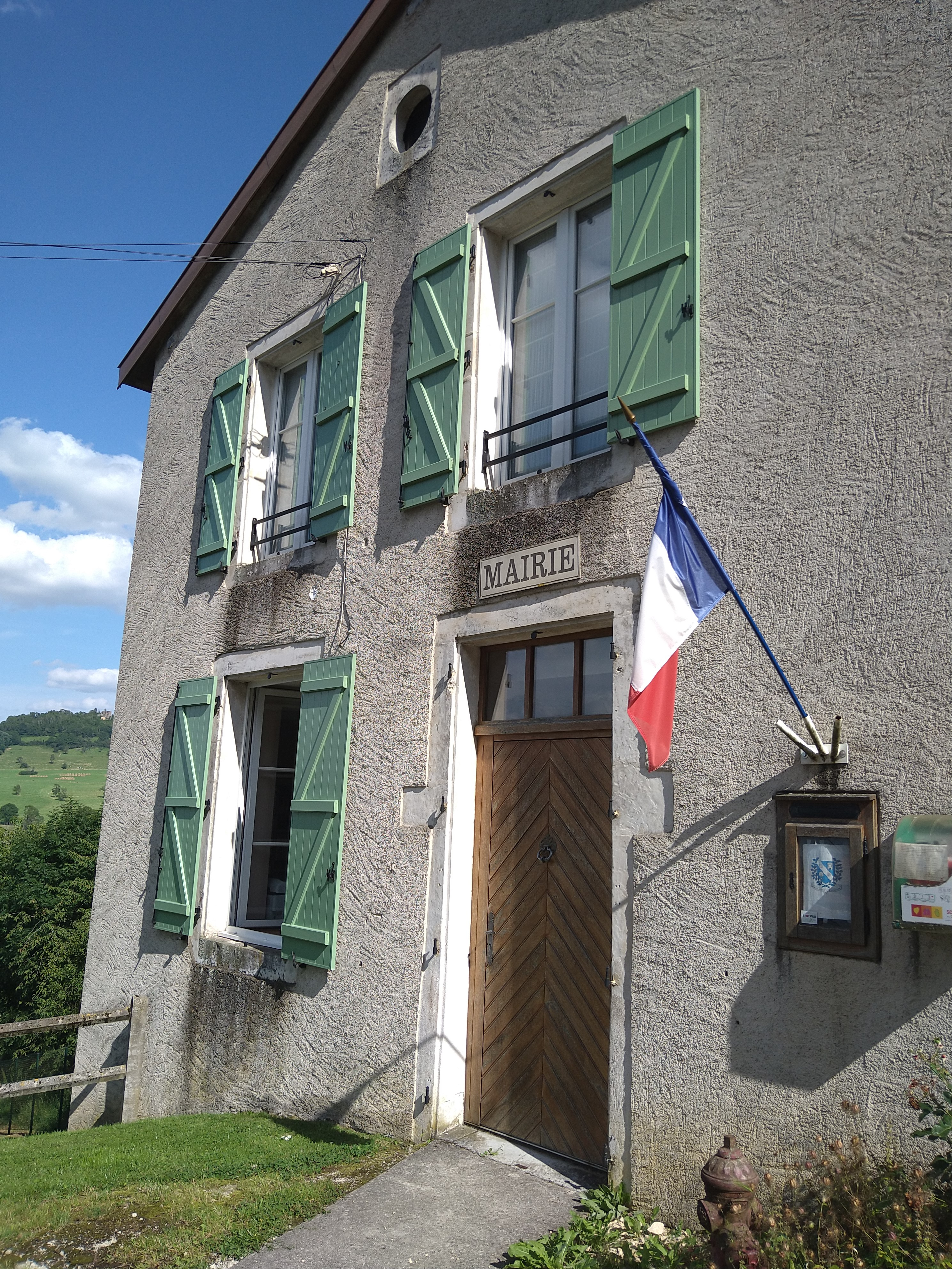
Mairie Dommarie-Eulmont
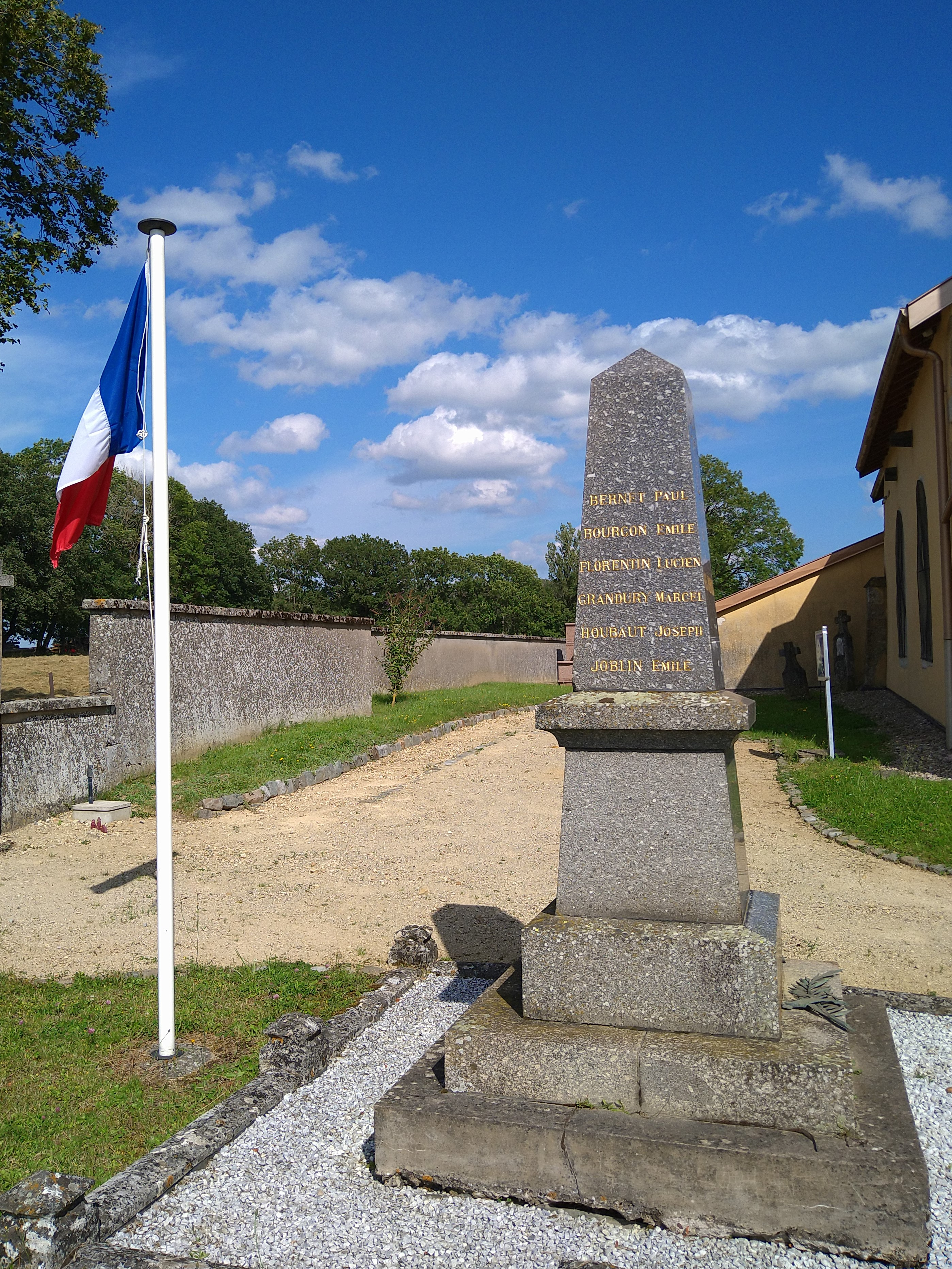
Gefallenendenkmal